# Zakonnica (film 2018)
Zakonnica (ang. The Nun) – amerykański horror z 2018 w reżyserii Corina Hardy'ego, spin-off / prequel filmu Obecność 2; piąty film tzw. Uniwersum Obecności.

## Fabuła
W odciętym od świata klasztorze w Rumunii samobójstwo popełnia jedna z zakonnic. Do sprawdzenia tej zagadkowej śmierci biskupi Watykanu wysyłają doświadczonego ojca Burke’a (Demián Bichir) i nowicjuszkę (Taissa Farmiga), która nie złożyła jeszcze ślubów zakonnych. Na miejsce prowadzi ich młody mężczyzna – Maurice „Francuzik” (Jonas Bloquet). Na miejscu szybko orientują się, że miejsce nawiedzane jest przez złe siły, z którymi przyjdzie im walczyć.

## Obsada
- Demián Bichir jako ojciec Burke
- Taissa Farmiga jako siostra Irene
- Jonas Bloquet jako Francuzik
- Bonnie Aarons jako Valac
- Ingrid Bisu jako siostra Oana
- Charlotte Hope jako siostra Victoria

## Produkcja
Zdjęcia kręcono w Rumunii (m.in. Bukareszt, Hunedoara, Mogoșoaia w okręgu Ilfov, zamek Criș Bethlen w okręgu Marusza).